# Mimi Leder
Miriam Leder, detta Mimi (New York, 26 gennaio 1952), è una regista e produttrice televisiva statunitense.

## Biografia
È stata la prima donna a essere ammessa all'American Film Institute, dove si è poi diplomata. Inizia a lavorare in alcune serie TV come Hill Street giorno e notte, L.A. Law - Avvocati a Los Angeles; dal 1995 inizia a dirigere molti episodi di E.R. - Medici in prima linea, grazie al quale vince due Emmy Awards e riceve tre nomination ai "Directors Guilds of America". Debutta sul grande schermo nel 1997 con The Peacemaker con George Clooney e Nicole Kidman; l'anno successivo dirige il campione d'incassi Deep Impact.
Nel 2000 dirige Un sogno per domani con Kevin Spacey e Helen Hunt. Ha diretto alcuni episodi della serie John Doe, mentre nel 2009 ha diretto il film intitolato The Code, con Morgan Freeman, Antonio Banderas e Radha Mitchell, destinato al mercato del home video. Nel 2018 ritorna al cinema con Una giusta causa, pellicola basata sulle vicende reali del magistrato della corte suprema Ruth Bader Ginsburg, interpretata da Felicity Jones.

## Filmografia parziale
- The Peacemaker (1997)
- Deep Impact (1998)
- Un sogno per domani (Pay It Forward) (2000)
- The Code (Thick as Thieves) (2009)
- Una giusta causa (On the Basis of Sex) (2018)

## Premi e riconoscimenti
- Primetime Emmy Awards
  - 1995 - Migliore regia di una serie drammatica - E.R. - Medici in prima linea (ER), episodio Love's Labor Lost